# Lijst van Luxemburgers (stad)

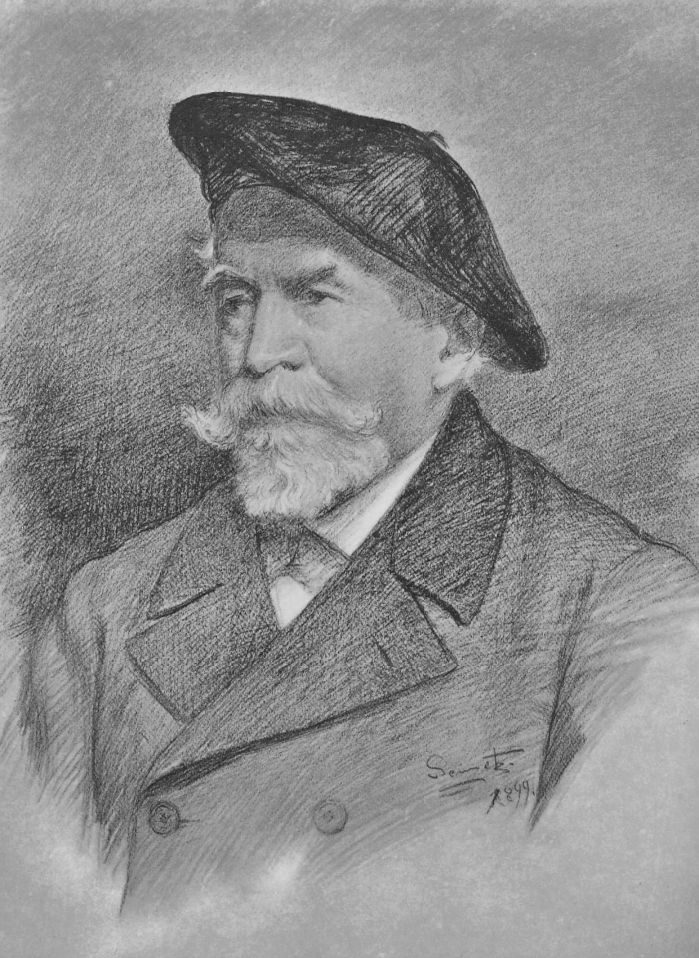
Franz Heldenstein (1820-1907), kunstschilder

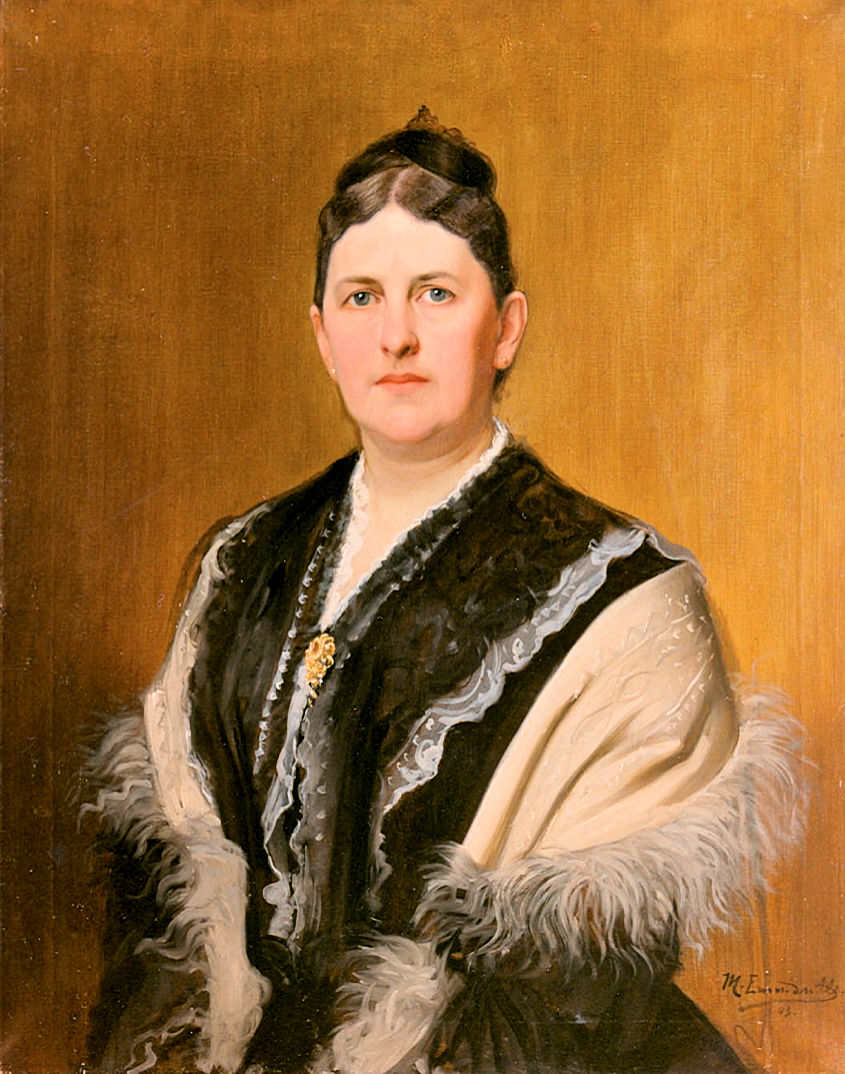
Therese Glaesener-Hartmann (1858-1923), kunstschilder

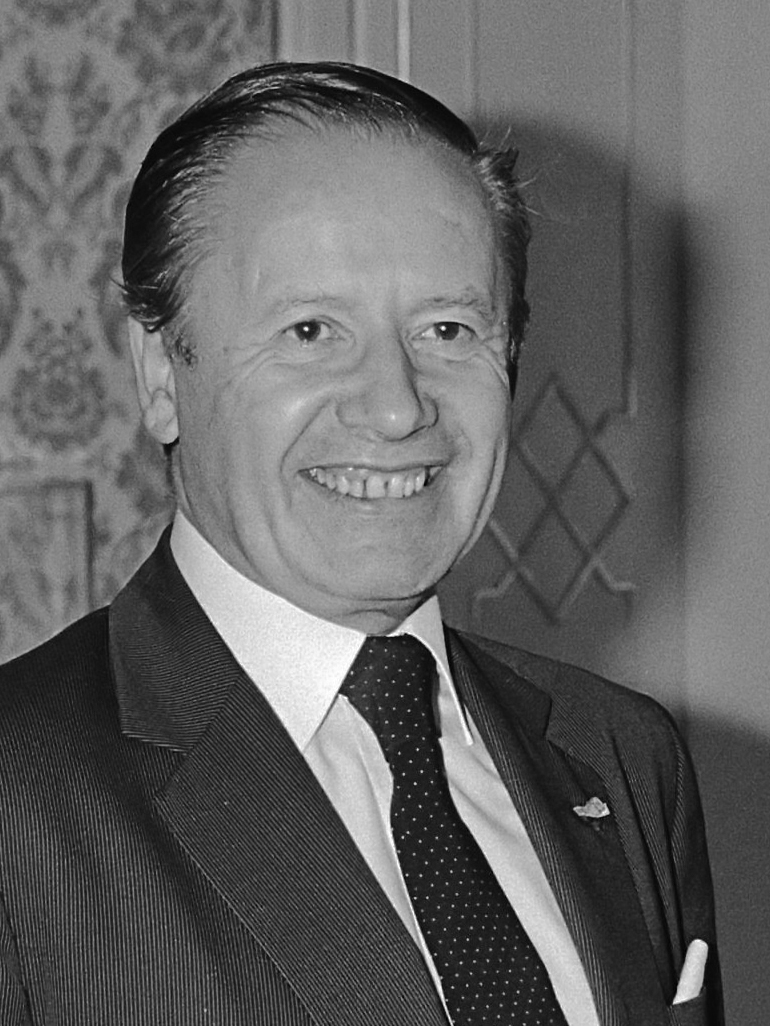
Gaston Thorn (1928-2007), premier

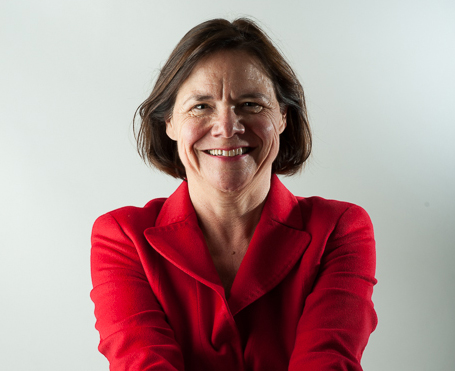
Martine Reicherts (1957), politica

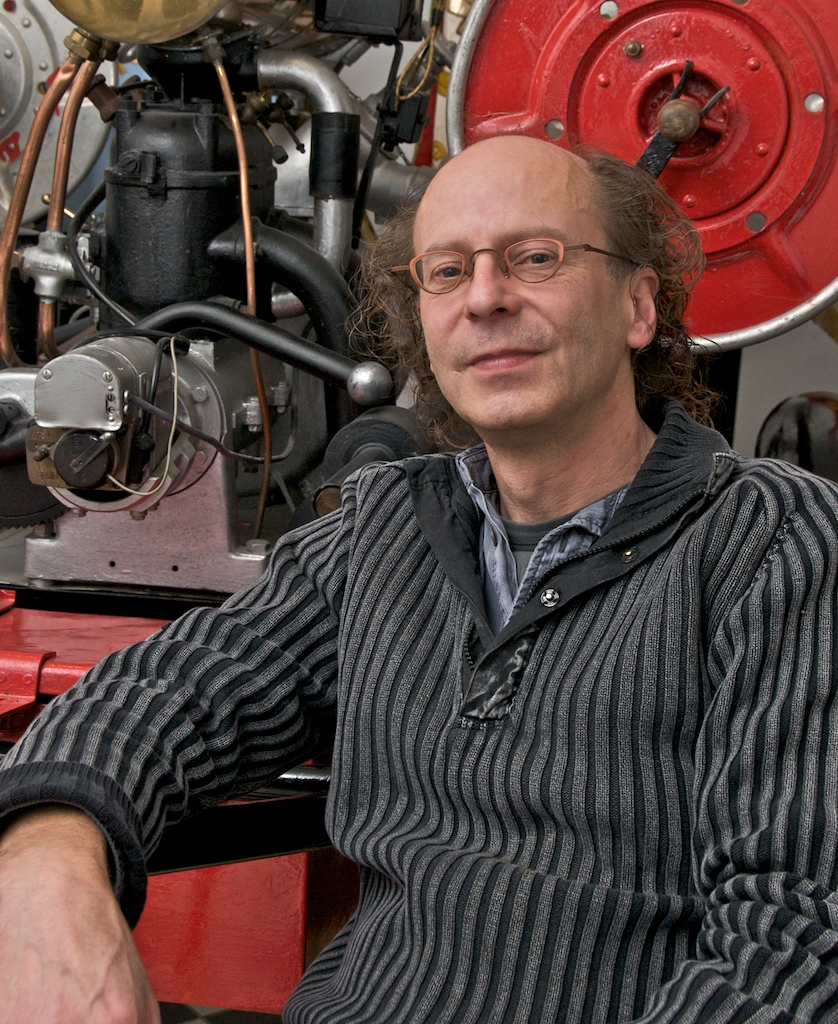
Luc Ewen (1959), fotograaf

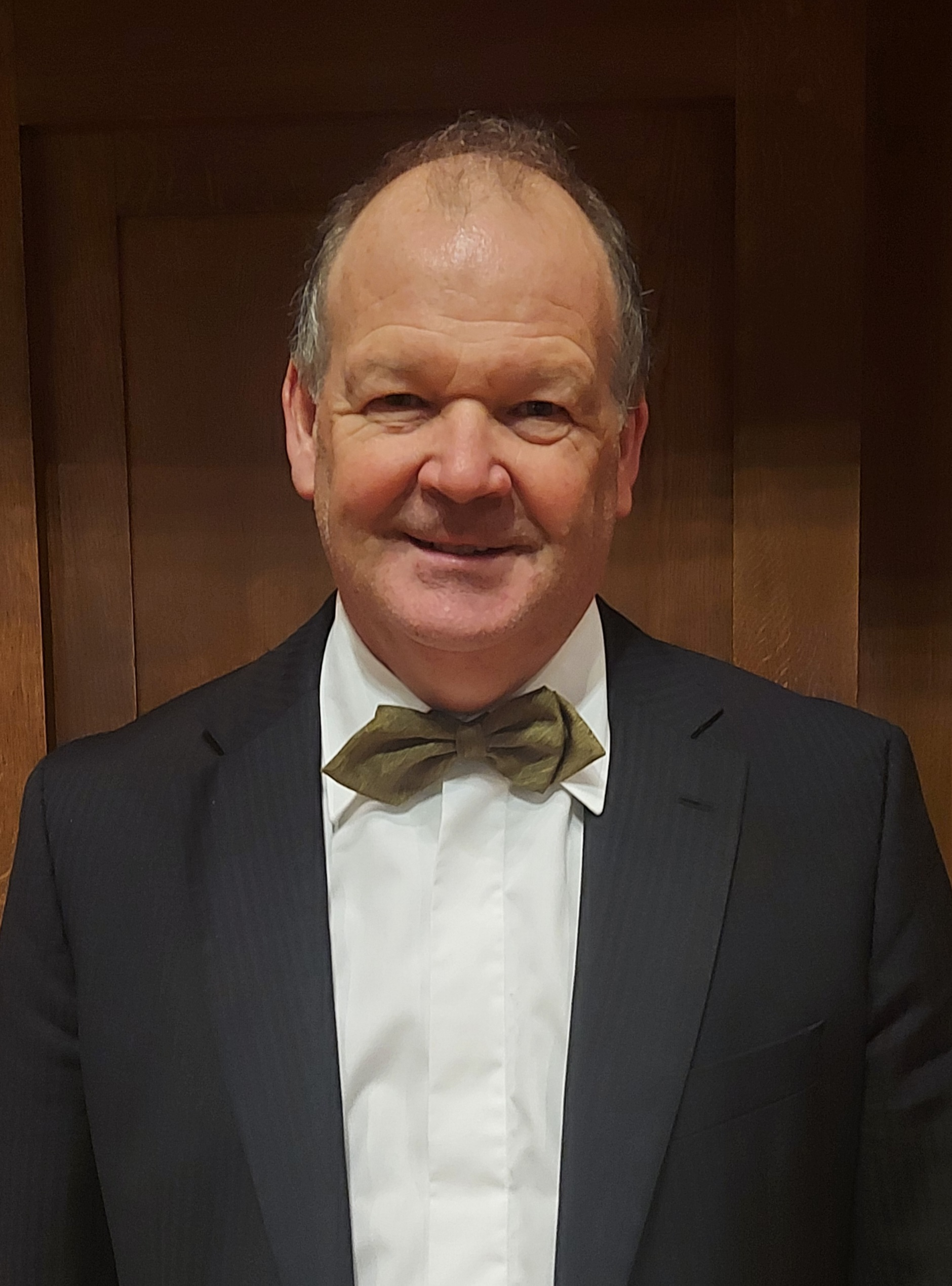
Pierre Nimax (1961), componist

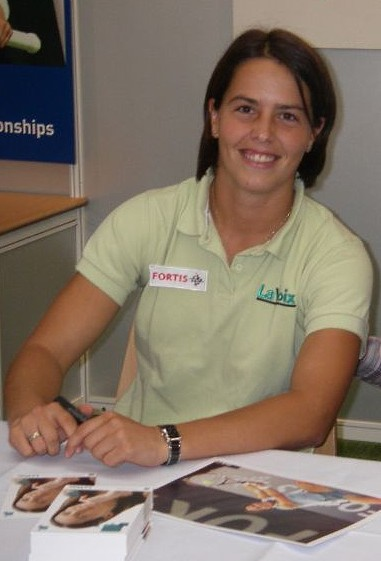
Claudine Schaul (1983), tennisser

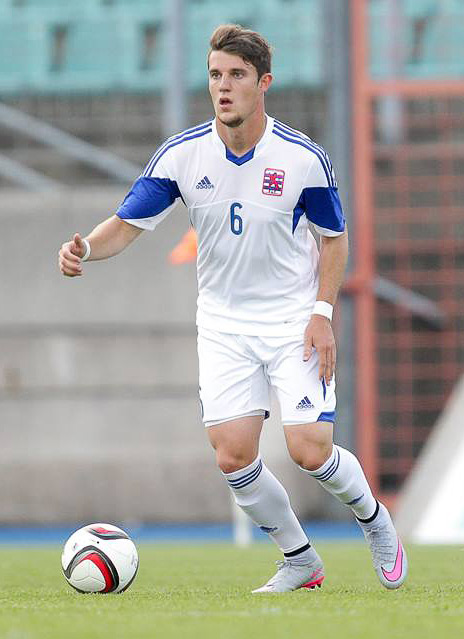
Chris Philipps (1994), voetballer

Deze lijst van Luxemburgers betreft bekende personen die in de Luxemburgse stad Luxemburg zijn geboren of overleden en waarover een artikel in de Nederlandstalige Wikipedia staat.

## Geboren
- Barthélemy Namur (1729-1779), beeldhouwer
- Pierre Maisonnet (1754-1827), kunstschilder
- François-Joseph Maisonnet (1791-1826), kunstschilder en graficus
- Jean-Nicolas Bernard (1803-1866), kunstschilder
- Hilaire Kreins (1805-1862), Belgisch lithograaf
- Jacques Sturm (1807-1844), kunstschilder, tekenaar en lithograaf
- Franz Heldenstein (1820-1907), kunstschilder
- Michel Lentz (1820-1893), dichter
- Edmond de la Fontaine (1823-1891), dichter, toneelschrijver
- Pierre Brandebourg (1824-1878), schilder en fotograaf
- Albert Wunsch (1834-1903), edelsmid, medailleur
- Laurent Menager (1835–1902), componist, muziekpedagoog, dirigent en organist
- Eugène Ferron (1840-1903), ingenieur en kunstschilder
- Pierre Funck (1846-1932), architect
- Ernest Werling (1851-1916), bankier, schilder en tekenaar
- Therese Glaesener-Hartmann (1858-1923), kunstschilder
- Pol Clemen (1861-1925), auteur
- Charles Mullendorff (1861-1895), architect
- Guido Oppenheim (1862-1942), kunstschilder
- Marguerite Thyes (1862-1920), kunstschilder
- Georges Traus (1865-1941), architect
- André Thyes (1867-1952), kunstschilder
- Léon Steffen (1868-1920), kunstschilder
- Tony Kellen (1869-1948), auteur
- Luc Housse (1871-1930), advocaat en burgemeester van Luxemburg
- Pierre Blanc (1872-1946), kunstschilder
- Aline de Saint-Hubert (1874-1947), auteur, voortrekker binnen de vrouwenbeweging en voorzitter van het Luxemburgse Rode Kruis
- Paul Funck (1875-1939), architect
- Marcel Noppeney (1877-1966), auteur
- Eugène Forman (1878-1955), advocaat, auteur
- Michel Théato (1878–1919), atleet
- Berthe Brincour (1879-1947), kunstschilder
- Paul de Pidoll (1882-1954), schilder en graficus
- Charles Funck-Hellet (1883-1976), Luxemburgs-Frans arts, schilder
- Alphonse Beffort (1886-1966), kunstschilder
- Robert Schuman (1886–1963), Frans politicus (o.a. premier en grondlegger Europese Unie)
- Rita Reining (1888-1963), beeldhouwer
- Jean Jacoby (1891-1936), schilder, tekenaar en olympisch deelnemer
- Marcel Langsam (1891-1979), kunstsmid
- Auguste Trémont (1892-1980), beeldhouwer, schilder en tekenaar
- Michel Haagen (1893-1943), beeldhouwer
- Adolf Eberhard (1896-1941), schilder en tekenaat
- Alex Servais (1896-1949), Luxemburgs atleet en olympisch deelnemer
- Paul Dornseiffer (1902-1978), architect
- Jean-Pierre Thilmany (1904-1996), kunstschilder
- Félix Hülsemann (1915-2012), kunstschilder
- Many Arnold-Leurs (1920-2013), kunstschilder
- Charlotte Engels (1920-1993), beeldhouwer, kunstschilder
- Pe'l Schlechter (1921), tekenaar en dichter
- Pierre Droessaert (1923-1997), kunstschilder
- Robert Weimerskirch (1923-2015), beeldhouwer, kunstschilder
- Lotty Braun-Breck (1924), schilder, textielkunstenaar
- Tony Hagen (1924-2008), kunstenaar
- Narce Lutz (1925-1984), architect
- Huguette Heldenstein (1926), beeldhouwer
- Guill Schmitz (1926-1987), kunstschilder en zanger
- Ben Heyart (1927-2009), kunstschilder en tekenaar
- Ferd Medinger (1927-2001), kunstschilder
- Colette Probst-Wurth (1928-2008), keramist
- Coryse Kieffer (1928-2000), kunstschilder en tekenaar
- Gaston Thorn (1928–2007), advocaat en politicus, premier van Luxemburg (1974–1979) en voorzitter van de Europese Commissie (1981–1985)
- Pierre Berchem (1929-2013), beeldhouwer en kunstschilder
- Alexis Wagner (1929-1987), kunstschilder en tekenaar
- Pierre Nimax sr. (1930-2021), componist, muziekpedagoog, dirigent en pianist
- Maggy Stein (1931-1999), beeldhouwer
- Charly Gaul (1932-2005), wielrenner
- Arthur Unger (1932-2024), beeldhouwer en schilder
- Spitz Kohn (1933–2012), voetballer en voetbaltrainer
- Josy Simon (1933), snelwandelaar en parlementslid
- Lou Kreintz (1934-2019), kunstschilder
- Gast Heuschling (1934), schilder, tekenaar, illustrator
- Jacques Poos (1935-2022), politicus
- Roger Dornseiffer (1936), beeldhouwer, schilder en tekenaar
- Renée Arend (1937), keramist, kunstschilder
- Germaine Wilmes (1937-2014), kunstschilder, graficus
- Pit Nicolas (1939), beeldhouwer
- Roger Kieffer (1940-2009), beeldhouwer en schilder
- Norbert Hastert (1942), kunstschilder
- Robert Goebbels (1944), politicus
- Michel Heintz (1944-2013), kunstenaar
- Raymond Weiland (1944), kunstschilder
- Sylvie Hülsemann (1944), waterskiester
- Robert Brandy (1946), beeldend kunstenaar
- Sylvie-Anne Thyes (1946), graficus, kunstschilder
- Lambert Herr (1948), grafisch ontwerper, schilder, auteur
- Christiane Steinmetzer (1948), kunsthistoricus
- Carine Kraus (1949), kunstenaar
- Benedicte Weis (1949), beeldhouwer en schilder
- Nico Braun (1950), voetballer
- Lucien Didier (1950), wielrenner
- Annette Weiwers-Probst (1950), kunstschilder en graficus
- Paul Philipp (1950), voetballer, voetbalcoach en voetbalbestuurder
- Jean de la Fontaine (1952), kunstschilder
- Lydie Polfer (1952), burgemeester van Luxemburg-Stad
- Sonja Roef (1952), schilder en installatiekunstenaar
- Hubert Wurth (1952), diplomaat en kunstschilder
- Roland Schauls (1953), kunstschilder
- Marc Theis (1953), fotograaf
- Manon Bertrand (1954), beeldhouwer en installatiekunstenaar
- Martine Deny (1954), schilder en videokunstenaar
- Alex Gilbert (1954), beeldhouwer, keramist
- Marc Haller (1954), graficus en schilder
- Raymond Petit (1954), beeldhouwer
- Luc Wolff (1954), beeldend kunstenaar
- Marie-Paule Feiereisen (1955), kunstschilder
- Raymond Lohr (1955), beeldhouwer
- Marie-Pierre Trauden-Thill (1955), kunstenaar
- Patricia Lippert (1956), schilder en beeldhouwer
- Yvon Reinard (1956), kunstschilder en tekenaar
- Marie-Paule Schroeder (1956), kunstschilder
- Guy Hary (1957), kunstschilder
- Serge Koch (1957), fotograaf, graficus, kunstschilder en dichter
- Isabelle Lutz (1957), schilder, tekenaar en graficus
- Martine Reicherts (1957), politica
- Christiane Modert (1958), kunstschilder en keramist
- Luc Ewen (1959), fotograaf
- Tung-Wen Margue (1959), beeldhouwer en kunstschilder
- Doris Drescher (1960), tekenaar en videokunstenaar
- Marc Frising (1960), graficus, schilder en beeldhouwer
- Fonsy Grethen (1960), biljarter
- Robert Langers (1960), voetballer
- Jean-Paul Girres (1961), voetballer
- Théo Malget (1961), voetballer
- Pierre Nimax (1961), componist, organist en muziekpedagoog
- Bertrand Gachot (1962), Belgisch Formule 1-coureur
- Enrico Lunghi (1962), kunsthistoricus
- Thierry Lutz (1963), kunstschilder
- Thomas Wolf (1963), voetballer
- Guy Hellers (1964), voetballer en voetbalcoach
- Dany Prum (1965), kunstschilder, beeldhouwer
- Florence Hoffmann (1966), beeldhouwer, installatiekunstenaar
- Dani Neumann (1966), graficus, kunstschilder
- Ingrid de Caluwé (1967), Nederlands politica
- Tom Flick (1968), beeldhouwer
- Jeff Saibene (1968), voetballer
- Luc Wilmes (1968), voetbalscheidsrechter
- Luc Holtz (1969), voetballer en voetbalcoach
- Joachim van der Vlugt (1970), kunstschilder
- Wouter van der Vlugt (1970), beeldhouwer
- Su-Mei Tse (1973), muzikant, video- en installatiekunstenaar
- Jeff Strasser (1974), voetballer
- Anne Kremer (1975), tennisser
- Stéphane Gillet (1977), voetballer
- Christian Poos (1977), wielrenner
- Kim Kirchen (1978), wielrenner
- Fränk Schleck (1980), wielrenner
- Ben Federspiel (1981), voetballer
- Marc Oberweis (1982), voetballer
- Liz May (1983), triatlete
- Claudine Schaul (1983), tennisser
- Pit Molling (1984), beeldhouwer
- Andy Schleck (1985), wielrenner
- Tom Schnell (1985), voetballer
- Nick Clesen (1986), wielrenner
- Christine Majerus (1987), wielrenster
- Lisa Kohl (1988), fotograaf, videokunstenaar en installatiekunstenaar
- Daniël Verlaan (1989), Nederlands journalist
- Laurent Jans (1992), voetballer
- David Turpel (1992), voetballer
- Chris Philipps (1994), voetballer
- Christopher Martins (1997), voetballer
- Mats Wenzel (2002), wielrenner

## Overleden
- Jean-François Eydt (1808-1884), architect
- Michel Jonas (1822-1884), advocaat en politicus
- Alexis Brasseur (1833-1906), advocaat en burgemeester van Luxemburg
- Marie Speyer (1880-1914), taalkundige en schooldirectrice die in Zwitserland studeerde
- Alphonse Munchen (1850-1917), ingenieur, burgemeester van Luxemburg
- Joseph-Germain Strock (1865-1923), kunstschilder
- Jean Schoenberg (1881-1932), architect
- Léandre Lacroix (1859-1935), advocaat en burgemeester van Luxemburg
- Marcel Reuland (1905-1956), auteur
- Michel Stoffel (1903-1963), kunstschilder
- Émile Hamilius (1897-1971), voetballer en burgemeester van Luxemburg
- Aloyse Weins (1901-1975), beeldhouwer
- Paul Hammer (1900-1978), atleet en olympisch deelnemer
- Jean Proess (1896-1978), atleet en olympisch deelnemer
- Josy Greisen (1916-2001), illustrator, karikaturist en decorschilder
- Monique Elvinger (1923-2015), kunstschilder
- Alex Brenninkmeijer (1951-2022), Nederlands jurist en Nationale ombudsman